# حسن عبد الباقي الموصلي
حسن بن عبد الباقي الموصلي (نحو 1100هـ-1157هـ/الموافق 1690م-1744م) هو شاعر من أهل الموصل.
أحفاده ما زالوا يقطنون الموصل. له في أهل البيت مديحٌ ورثاء، توفي ببغداد عام 1157هـ/1744م.
عاصر الوالي الحاج حسين باشا ألجليلي وشعراء اخر منهم عثمان بكتاش ،ومحمد بن مصطفى الغلامي وقاسم الرامي.
له ديوان شعر طبع بتحقيق من محمد صديق الجليلي عام 1966م.